# Lingyuanosaurus
Lingyuanosaurus sihedangensis
Genre
Espèce
Lingyuanosaurus (signifiant « lézard de Lingyuan ») est un genre fossile de dinosaures Therizinosauria du Crétacé inférieur de Chine. Il contient une seule espèce, Lingyuanosaurus sihedangensis. Il a été trouvé dans une couche du groupe Jehol.

## Découverte

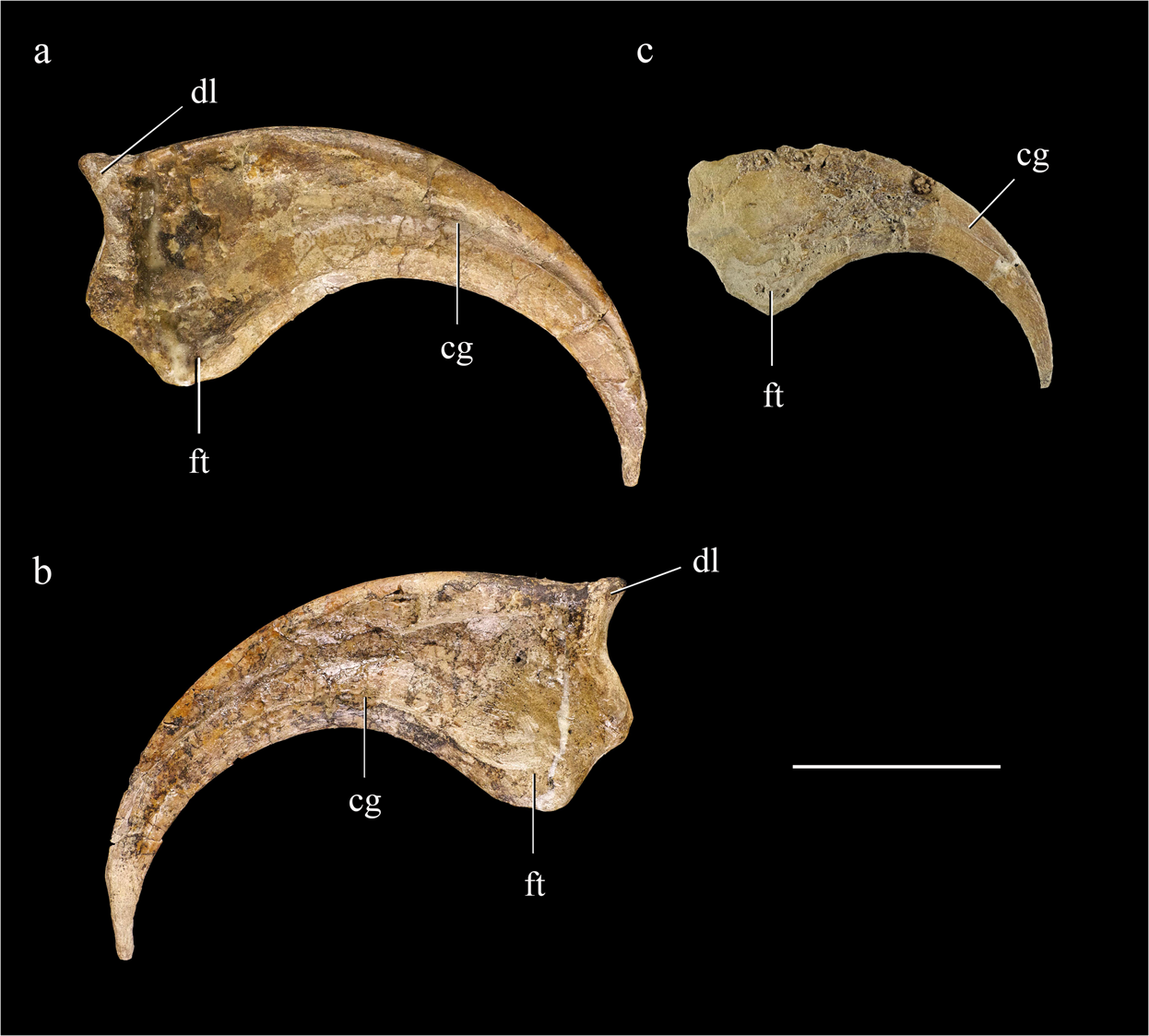
Griffes de la main.

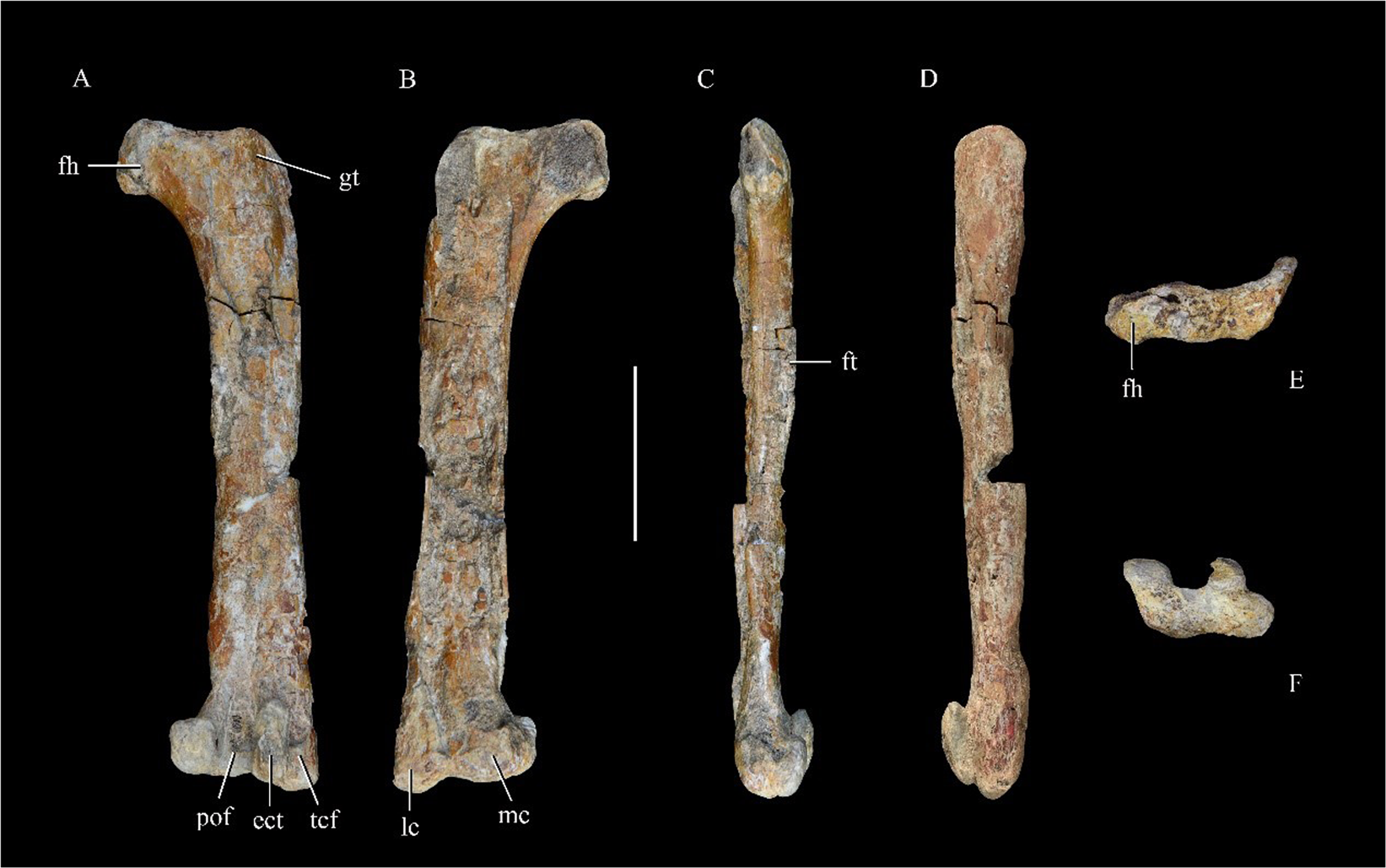
Fémur.

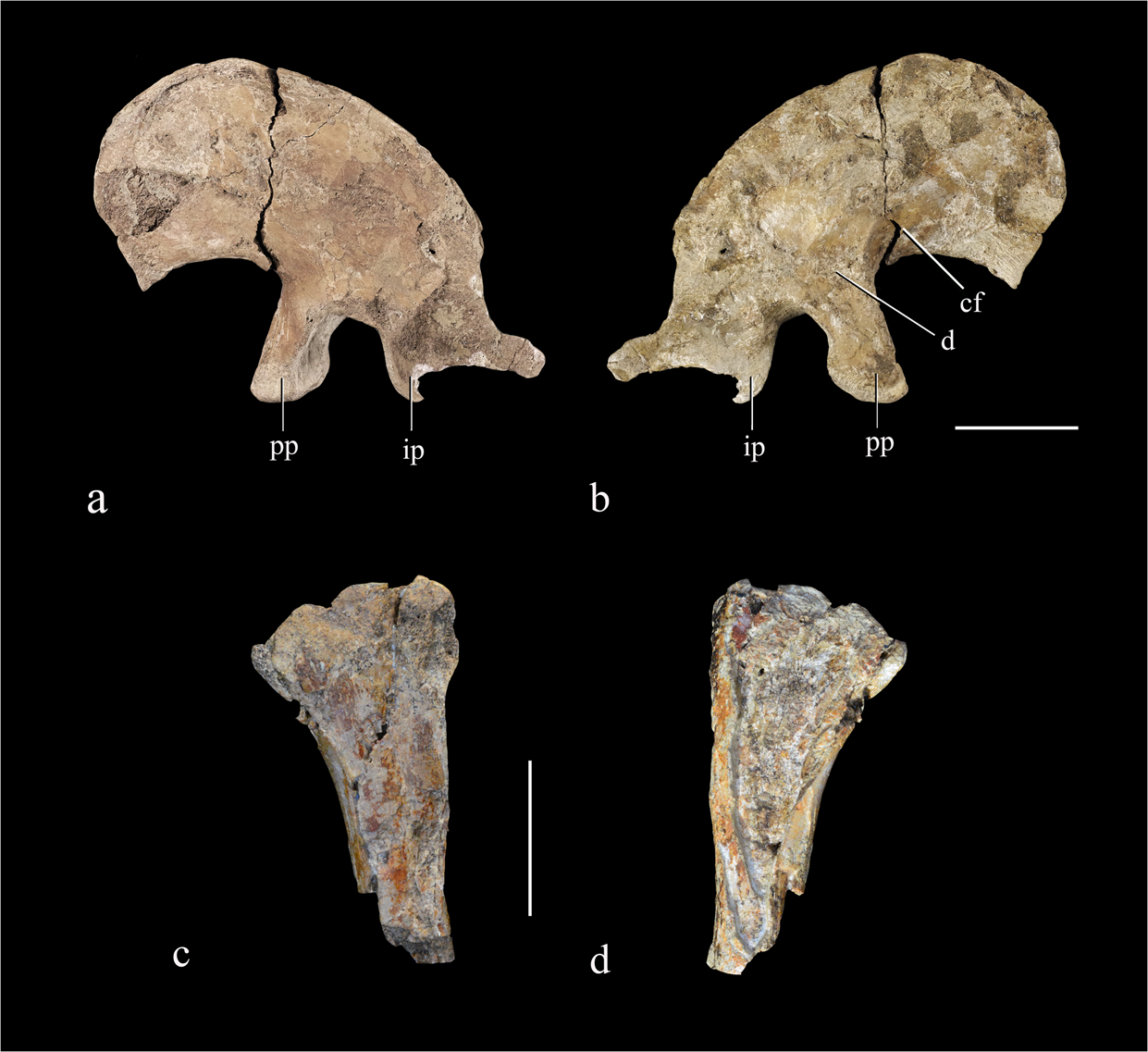
Ilium et ischium.

Les premiers restes fossiles de Lingyuanosaurus ont été récupérés dans sept dalles de différentes tailles dans des sédiments lacustres du groupe Jehol à Sihedang, dans la province chinoise de Liaoning. On ne sait pas avec certitude si les sédiments dans lesquels Lingyuanosaurus a été trouvé correspondent aux formations de Jiufotang ou de Yixian. Étant donné qu'aucun autre fossile n'a été trouvé à proximité, qu'il n'y avait pas d'éléments en double, que tous les os avaient la même couleur et la même conservation, les fossiles sont considérés comme appartenant à un seul individu. Ces restes sont catalogués sous le numéro de spécimen IVPP V 23589 (Institut de paléontologie des vertébrés et de paléoanthropologie), et comprennent un centrum cervical, cinq vertèbres dorsales et sacrées partielles, six vertèbres caudales, plusieurs côtes, des humérus partiels gauche et droit, deux griffes manuels, un ilium gauche, une partie possible de l'ischium gauche, un fémur droit, un tibia partiel gauche et un astragale droit, et d'autres éléments indéterminés d'un individu juvénile désarticulé mais associé. Le spécimen a été formellement décrit par Xi Yao et ses collègues en 2019, et a fait l'holotype du nouveau genre et de la nouvelle espèce Lingyuanosaurus sihedangensis. Le nom générique, Lingyuanosaurus, fait référence à la ville de Lingyuan, située au niveau du comté, et le nom spécifique, sihedangensis, fait également référence à son lieu de découverte, la ville de Sihedang.